# Tensei Kōno
Tensei Kōno (河野 典生, Kōno Tensei), né le 27 janvier 1935 et mort le 29 janvier 2012 , est un auteur japonais de science fiction et de roman policier. Il a entre autres écrit Tricératops (トライーセラトプス), intégré dans The World Treasury of Science Fiction édité par David G. Hartwell (en).

## Œuvres traduites en français
- 1964 Soleil noir (Kuroi taiyô) (histoire pour film)[2]
- 1989 Tricératops